# Mezoregion Metropolitana de Belo Horizonte

Mezoregion Metropolitana de Belo Horizonte

Mezoregion Metropolitana de Belo Horizonte – mezoregion w brazylijskim stanie Minas Gerais, skupia 105 gmin zgrupowanych w ośmiu mikroregionach.

## Mikroregiony
- Belo Horizonte
- Conceição do Mato Dentro
- Conselheiro Lafaiete
- Itabira
- Itaguara
- Ouro Preto
- Pará de Minas
- Sete Lagoas